# Peter Ashcroft

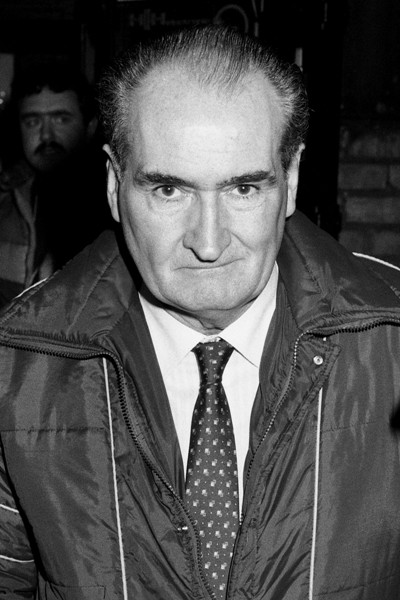
Ashcroft in 1982

Peter Ashcroft (9 mei 1928 – 27 januari 2008) was een Brits teammanager in de rallysport, die bijna zijn gehele carrière actief was bij Ford.

## Carrière
Peter Ashcroft was een monteur bij een Britse renstal, voordat hij in 1962 terechtkwam bij de sportieve divisie van Ford, die gevestigd waren in Boreham, Groot-Brittannië. Hij was daar oorspronkelijk een ingenieur en werd later hoofd over de afdeling waar het ontwikkelen en testen van motoren plaatsvond, voordat hij in 1972 manager werd van Fords rally activiteiten in Groot-Brittannië en later ook de gehele operatie die onder meer ook actief waren in het Wereldkampioenschap Rally. Met het Escort-model werden veel rally's gewonnen en bereikten ze hun hoogtepunt met het winnen van de WK-titel bij de constructeurs in 1979, terwijl ook een van hun rijders, Björn Waldegård, dat jaar wereldkampioen werd.
In de jaren tachtig was Ashcroft ook verantwoordelijk voor het mislukte programma met de Escort RS1700T, en daarna het volgende Groep B project met de RS200, waarin veel potentie zat, maar dit uiteindelijk niet genoeg ruimte kreeg om te excelleren. Ook toen de sport over ging naar Groep A bleef Ashcroft aan het hoofd van het team, die op moment de Sierra RS Cosworth hadden ingezet in hun activiteiten. Ashcroft bleef tot aan 1991 deze rol vervullen, en beëindigde zijn carrière bij het team uiteindelijk op het moment dat de komst van de nieuwe Escort RS Cosworth een zekerheid was, die in de jaren erna op verschillende fronten het merk nog succes zou bieden.